# Mulberryhaven

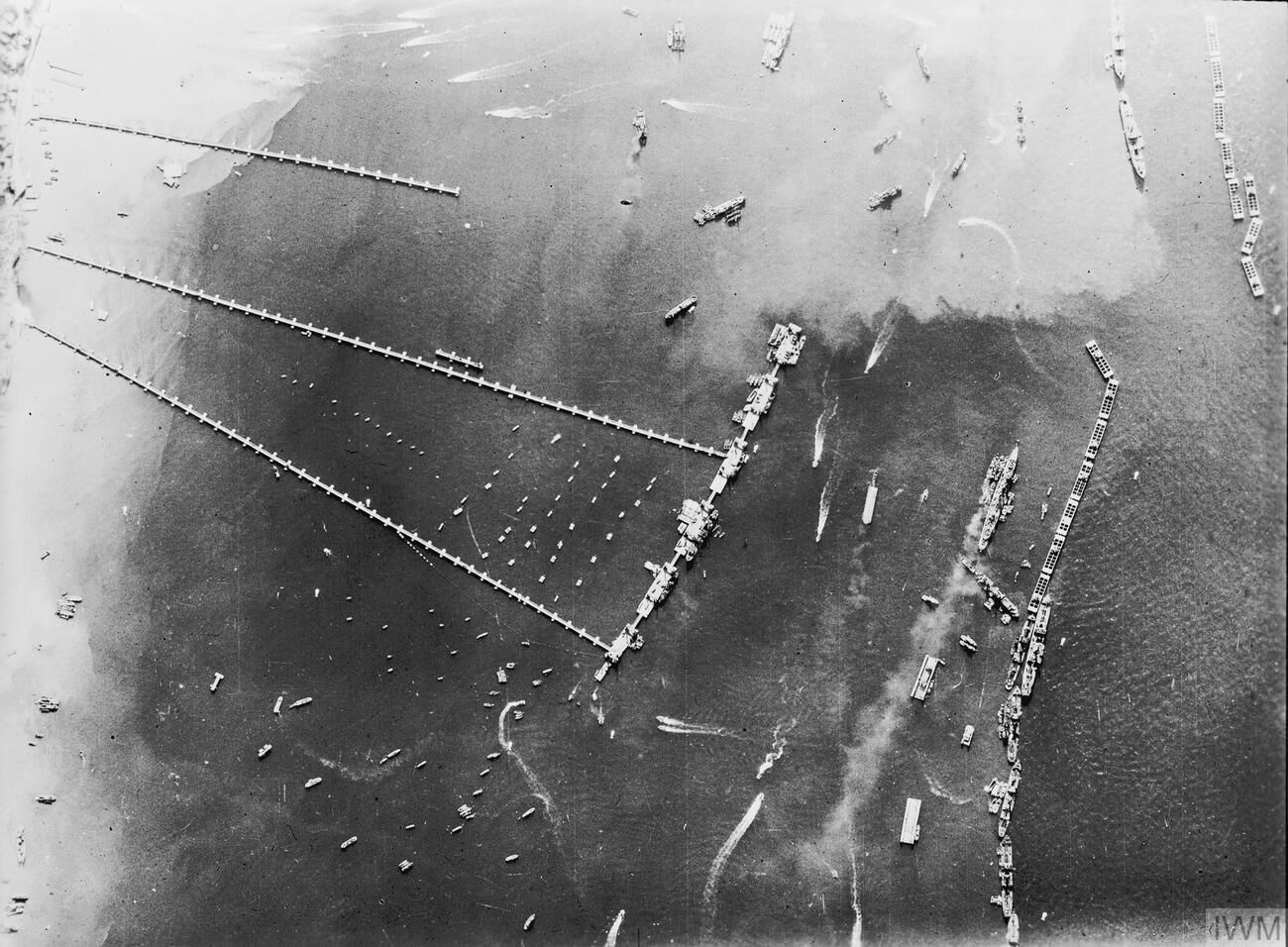
Luchtfoto van Mulberry B (27 oktober 1944). Rechts op de foto de Gooseberry, in het midden de pierhoofden en de drie horizontale lijnen links zijn drijvende wegen

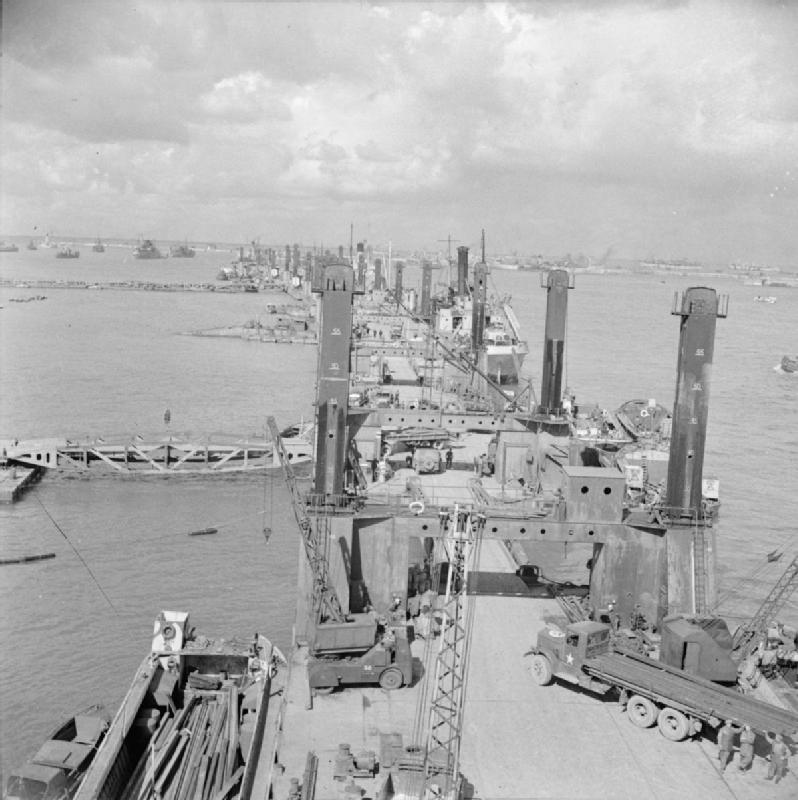
Activiteit op de pierhoofden

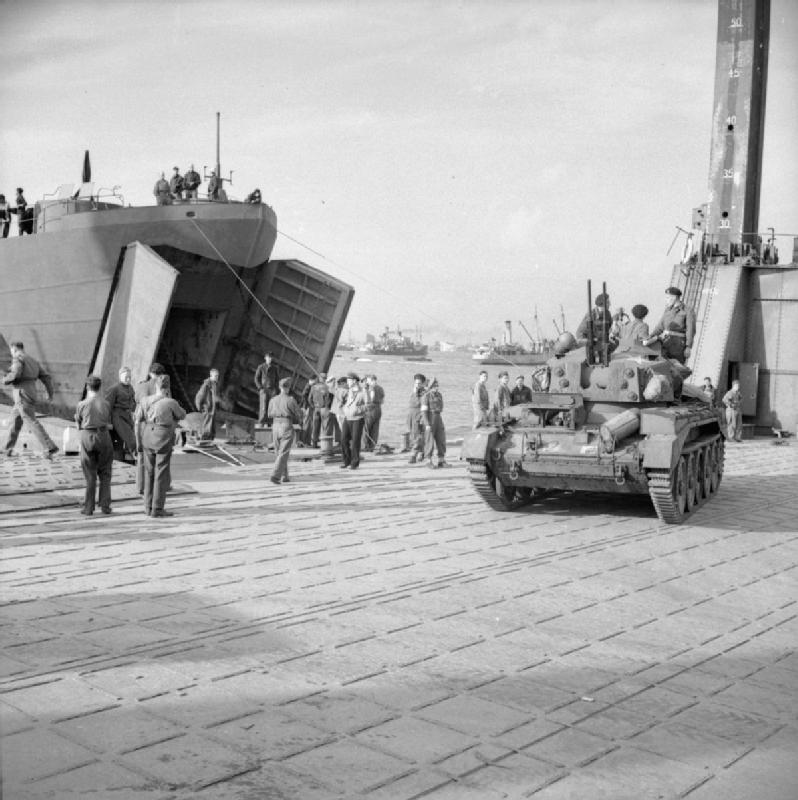
Crusader tank op een pierhoofd. Direct vanuit een landingsschip op weg naar de kust

Gezicht over de drijvende weg naar de pierhoofden

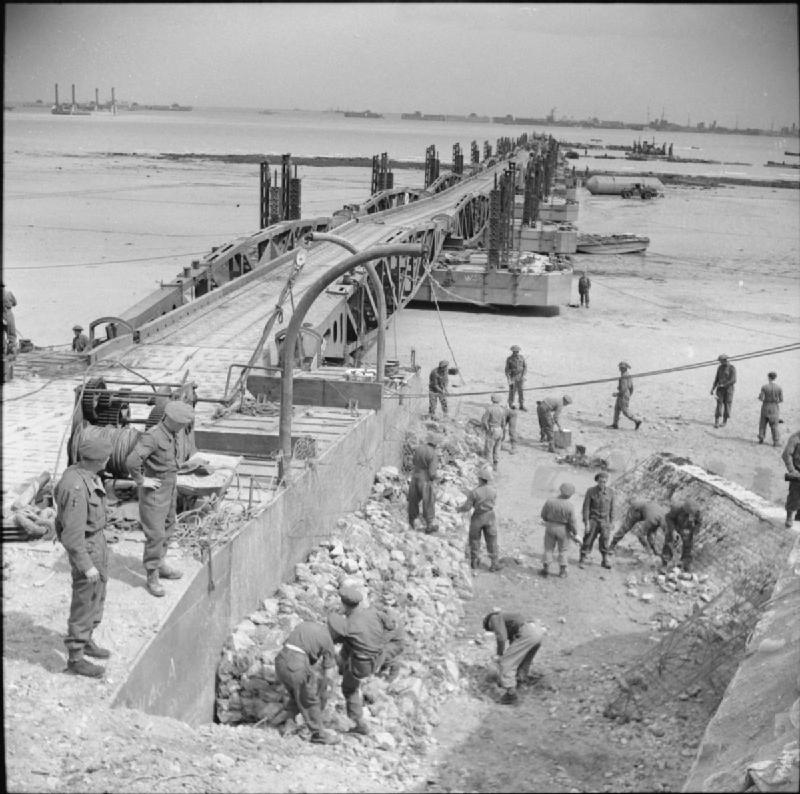
De aansluiting van de drijvende weg en het vasteland.

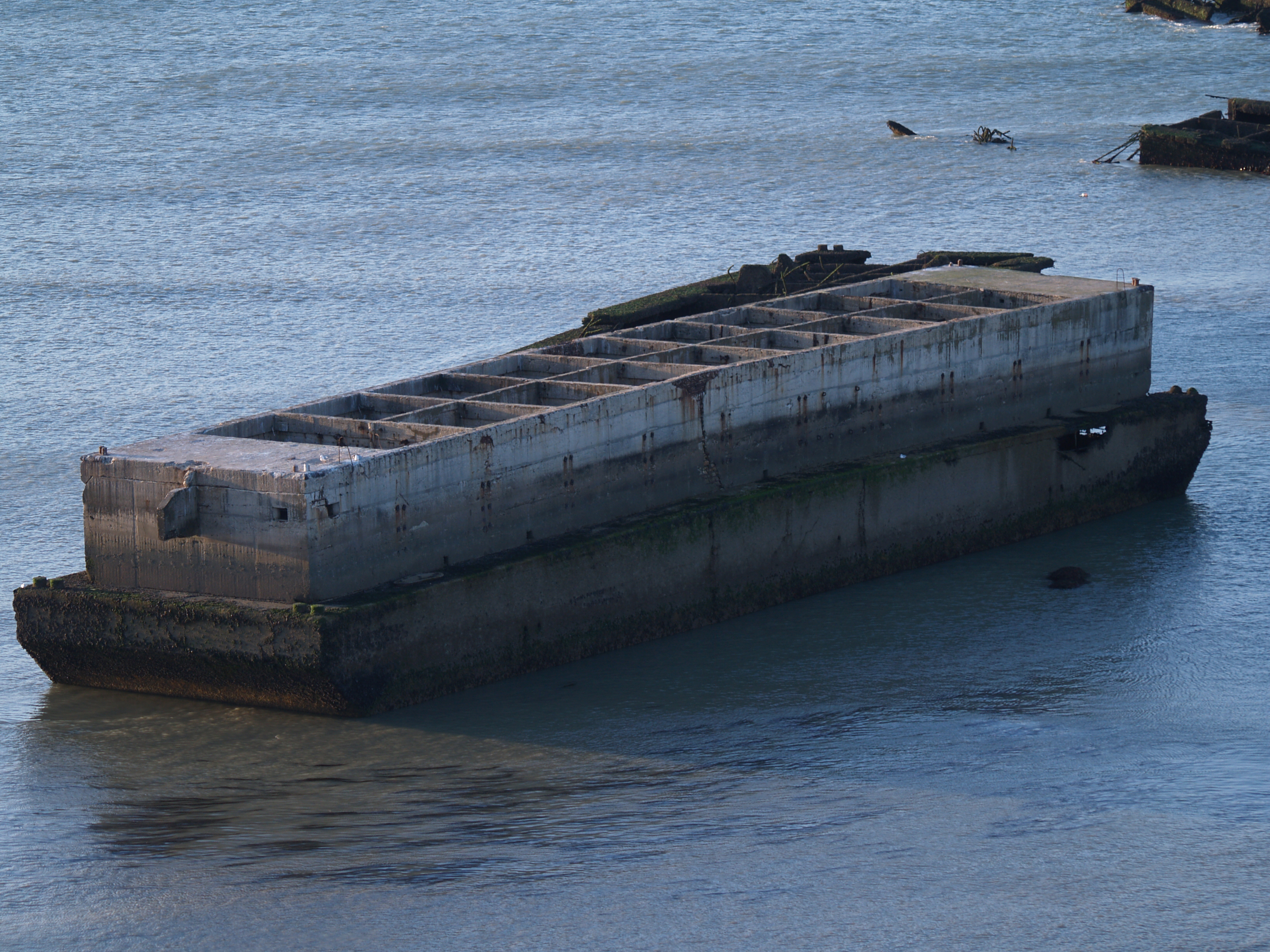
Blijvende herinnering aan de Mulberryhaven bij Arromanches

Mulberry was de codenaam voor een tweetal kunstmatige havens (Mulberry A en Mulberry B) die onmiddellijk na de landingen bij Normandië op 6 juni 1944, werden aangelegd. Mulberry A werd in de Amerikaanse sector bij Saint-Laurent-sur-Mer (Omaha Beach) aangelegd, Mulberry B in de Britse sector bij Arromanches (Gold Beach).

## Inleiding
Met de keuze voor de landing in Normandië was een probleem ontstaan; in het landingsgebied en de directe nabijheid waren geen grote havens aanwezig met uitzondering van Cherbourg. Dit bemoeilijkte de aanvoer van manschappen, materieel en brandstof. Naast de aanvoer over de stranden werden plannen gemaakt voor de bouw van twee kunstmatige havens, Mulberry A en B. Mulberry A kreeg een plaats in de Amerikaanse sector van het landingsgebied en Mulberry B in de Britse sector.

## Beschrijving
In een normale haven is de kade vast en drijven de boten met het getij op en neer. Vanwege het hoogteverschil tussen eb en vloed moest voor de kunstmatige haven een andere oplossing worden gevonden.
De schepen legden aan bij grote pontons met vier stalen poten. De pontons waren zo'n 35 meter lang en langs de stalen poten, die op de zeebodem rustten, konden ze worden opgetild of neergelaten zodat het platform de verticale bewegingen van de boten gedurende het getij kon volgen. Voertuigen konden zo direct uit de landingsschepen naar de kust rijden. Deze pierhoofden, of spud piers waren met het land verbonden door drijvende wegen. Stalen overspanningen (whales) lagen op betonnen drijvers, de zogenaamde beetles. Majoor Allan Beckett was verantwoordelijk voor het ontwerp van deze weg waarover tanks van 30 ton en ander zwaar materieel de kust konden bereiken.
Om de havens te beschermen werd een ring van golfbrekers aangelegd. Deze bestond uit Phoenix-caissons en blokschepen, waarvoor oude schepen werden gebruikt (waaronder de oude Nederlandse kruiser Sumatra). Deze golfbrekers hadden de codenaam Gooseberry. De caissons, met een gewicht van circa 6000 ton, gemaakt in Engeland en over Het Kanaal gesleept, werden door het openen van de schuifdeuren in minder dan een half uur tot zinken gebracht. Met de blokschepen vormden zij dan een soort dam waarbinnen de schepen veilig hun lading konden lossen.
De schaal van het gehele project was enorm. Zo'n 45.000 arbeiders maakten 147 Phoenix-caissons, 23 pierhoofden en 15 kilometer drijvende weg.

## Gebruik
De havens waren vanaf 16 juni operationeel. Tijdens de zware storm van 19 tot 21 juni werden de Mulberries ernstig beschadigd. Vooral de Mulberry bij Saint-Laurent werd zo zwaar getroffen dat zij onbruikbaar werd. Mulberry B bij Arromanches kon na de storm worden hersteld.
De Britse Mulberry was tot 31 oktober 1944 in gebruik. In deze vijf maanden werd 220.000 man, 628.000 ton materieel en zo’n 40.000 voertuigen via deze haven ontscheept. Het aandeel van de Mulberry in de totale Britse aanvoer over deze periode was 23% van het personeel, 35% van het materieel en 17% van alle voertuigen. In de week van 31 juli werd een record hoeveelheid van 71.043 ton aan land gebracht en op 29 juli werd een dagrecord gevestigd van 11.491 ton.
Bij het ontwerp van de haven was uitgegaan van een tijdelijke oplossing, voor het invallen van de winter zou de Mulberry buiten gebruik worden gesteld. Door de verovering van bestaande havens aan de Franse kust, zoals Cherbourg, konden deze havens de functie overnemen en door de opmars in Frankrijk en België was de afstand tussen de Mulberry B en het front zeer lang geworden. De grote haven van Antwerpen was op 4 september 1944 veroverd en vanaf eind november speelde deze haven een belangrijke rol in de aanvoer van manschappen en materieel.

## Naslagwerken
- (en)  J. Evans, R. Walter, E. Palmer, A Harbour Goes to War: The Story of Mulberry and the Men Who Made It Happen. Uitgever: South Machars Historical Society (2000), ISBN 1-873547-30-7.
- (en)  Alfred B. Stanford, Force Mulberry: The Planning and Installation of the Artificial Harbor of U.S. Normandy Beaches in World War II. Uitgever: William Morrow & Co., New York, 1951.
- (en)  Guy Hartcup, Code Name Mulberry: The planning, building and operation of the Normandy harbours. Uitgever: David & Charles (Publishers) Ltd, 1977.